# Cavazzo Carnico
Cavazzo Carnico é uma comuna italiana da região do Friuli-Venezia Giulia, província de Udine, com cerca de 1.139 habitantes. Estende-se por uma área de 38 km², tendo uma densidade populacional de 30 hab/km². Faz fronteira com Amaro, Bordano, Tolmezzo, Trasaghis, Venzone, Verzegnis, Vito d'Asio (PN).

## Demografia
| Variação demográfica do município entre 1861 e 2011                               |
|                                                                                   |
| Fonte: Istituto Nazionale di Statistica (ISTAT) - Elaboração gráfica da Wikipedia |